# Elson Ferreira de Souza
Elson Ferreira de Souza (Porto Velho, 30 de octubre de 1989) es un futbolista brasileño que juega como defensa en el Tokushima Vortis de la J2 League.

## Trayectoria

### Clubes
| Club                         | País   | Año       |
| ---------------------------- | ------ | --------- |
| Vilhena E. C.                | Brasil | 2010      |
| Nacional E. C.               | Brasil | 2011      |
| Remo                         | Brasil | 2011      |
| CRB                          | Brasil | 2012      |
| Tombense F. C.               | Brasil | 2012-2016 |
| Figueirense F. C. (cedido)   | Brasil | 2012      |
| C. R. Vasco da Gama (cedido) | Brasil | 2013      |
| América F. C. (cedido)       | Brasil | 2013-2014 |
| Kawasaki Frontale (cedido)   | Japón  | 2015      |
| Kawasaki Frontale            | Japón  | 2016-2018 |
| Shimizu S-Pulse              | Japón  | 2019-2021 |
| Tokushima Vortis             | Japón  | 2022-     |

## Estadística de carrera

### J. League
| Club              | Año   | J. League | J. League | Copa J. League | Copa J. League | Total | Total |
| Club              | Año   | Part.     | Goles     | Part.          | Goles          | Part. | Goles |
| ----------------- | ----- | --------- | --------- | -------------- | -------------- | ----- | ----- |
| Kawasaki Frontale | 2015  | 34        | 8         | 6              | 3              | 40    | 11    |
| Kawasaki Frontale | 2016  | 33        | 5         | 2              | 0              | 35    | 5     |
| Kawasaki Frontale | 2017  | 21        | 5         | 4              | 2              | 25    | 7     |
| Total             | Total | 88        | 18        | 12             | 5              | 100   | 23    |

## Palmarés

### Títulos nacionales
| Título    | Club              | País  | Año  |
| --------- | ----------------- | ----- | ---- |
| J1 League | Kawasaki Frontale | Japón | 2017 |
| J1 League | Kawasaki Frontale | Japón | 2018 |